# Xia Shao Kang
Shao Kang was volgens de traditionele Chinese historiografie de zesde heerser van de Xia-dynastie. Zijn naam betekent Kleine Rust. Hij wordt in de historische bronnen ook vermeld als Xiao Kang. Hij was de zoon van Xiang, de vijfde heerser van de dynastie. Hij herstelde de Xia-dynastie door Han Zhuo, de usurpator te doden. Volgens de Bamboe-annalen bevond zijn residentie zich sinds het 18e jaar van zijn regering in Yuan (原, tegenwoordig Jiyuan 濟源 in de huidige provincie Henan). Hij zou 21 jaar hebben geregeerd en zijn opgevolgd door zijn zoon Zhu.

## Shao Kang herstelt de Xia-dynastie
Nadat Han Zhuo koning Xiang (en tevens vader van Shao Kang) had verslagen, wist zijn moeder, koningin Min, te ontkomen terwijl zij in verwachting was. Zij vluchtte naar het gebied van haar eigen clan, Youren, waar Shao Kang ter wereld kwam. Hij groeide op, waarna hij zich vestigde in het gebied van de Youyu, een Yi stam. In het gebied woonden nakomelingen van Yu de Grote. Met hun hulp wist hij, samen met een aantal trouwe volgelingen (waaronder Mi, een minister van koning Xiang) Han Zhuo bij Anyi (安邑) te verslaan. Han Zhuo werd, samen met zijn beide zoons Han Jiao en Han Yi, gedood. Shao Kang trok Zhenxun binnen en herstelde de Xia-dynastie.